# Съдбата като плъх
„Съдбата като плъх“ е български телевизионен игрален филм (драма) от 2001 година на режисьора Иван Павлов, по сценарий на Константин Павлов. Оператор е Светлана Ганева. Художник е Анастас Янакиев. Музиката във филма е композирана от Божидар Петков.

## Актьорски състав
- Ивайло Христов – Антон
- Христо Гърбов – Кирил
- Валентин Танев – Петър
- Александър Дойнов – Георги
- Иван Савов – Симеон
- Иван Радоев – Лудият
- Светлана Янчева – Мария
- Васил Михайлов – Бащата на Георги
- Ицхак Финци – Поет
- Цветана Манева – Приятелка на бащата
- Детелин Кандев
- Тодор Тодоров
- Линда Русева
- Михаил Дичев  - Филип